# Salkhad
Salkhad (tiếng Ả Rập: صلخد Ṣalḫad) là một thành phố của Syria ở vùng thống trị As Suwayda, miền nam Syria. Đây là thủ phủ của quận Salkhad, một trong ba quận của chính quyền. Nó có dân số 15.000 người.
Nó nằm ở độ cao 1350 mét so với mực nước biển ở vùng cao nguyên trung tâm Jabal el Druze.

## Lịch sử
Được nhắc đến nhiều lần trong Kinh thánh là "Salcah", như một sự định cư trong Bashan trong Kinh thánh. Trong thế kỷ thứ hai trước Công nguyên, Salcah là một thành phố Nabataean hưng thịnh, nơi thờ các vị thần Dushara và Allat. Sau đó, nó được sáp nhập vào tỉnh La Mã của Ả Rập, đây là một trong những thành phố quan trọng ở Hauran trong thời kỳ La Mã và sau đó là thời đại Byzantine, Salkhad được chỉ ra trong bản đồ khảm Madaba của thế kỷ thứ sáu sau Công nguyên.
Do vị trí chiến lược của thành phố nhìn ra đồng bằng Hauran ở phía tây, triều đại Ayyubid đã xây dựng một pháo đài ở Salkhad trong khoảng thời gian từ 1214 - 1247 để chống lại một cuộc tấn công có thể của Thập tự chinh vào bên trong Hauran. Người ta cũng nói rằng Al-Afdal đã bị lưu đày ở đây bởi chú và anh trai của mình.
Tầm quan trọng của thành phố giảm sau các cuộc thập tự chinh, và đôi khi nó bị tràn ngập bởi Bedouin tìm kiếm đồng cỏ vào mùa hè cho đàn của họ.
Năm 1596, Salkhad xuất hiện trong sổ đăng ký thuế của Ottoman với tên Salhad (Sarhad) và là một phần của nahiya của Bani Malik as-Sadir trong Qada of Hauran. Nó có một dân số Hồi giáo bao gồm 55 hộ gia đình và 25 cử nhân, và một dân số Kitô giáo gồm 50 hộ gia đình và 20 cử nhân. Thuế đã được trả cho lúa mì, lúa mạch, vụ mùa hè, dê và tổ ong.
Một số Kitô hữu chính thống Hy Lạp, tổ tiên Ghassanid, liên tiếp ở lại trong khu vực. Thị trấn chính nó đã bị bỏ rơi trong cuối thế kỷ 18, nhưng đã repopulated bởi Druze và Hy Lạp Orthodox Christian gia đình từ Mount Liban bắt đầu từ năm 1858.
Trong thời Ottoman, thành phố được hưởng quyền tự trị kiểu phong kiến giống như phần lớn khu vực Jabal el Druze dưới sự lãnh đạo của gia đình Al-Hamdan và sau đó là gia đình Al-Atrash, nhiều cuộc chiến chống lại Thổ Nhĩ Kỳ đã diễn ra ở khu vực này quyền tự trị.
Vào đầu thế kỷ 20, thành phố này là một phần của nhà nước Druze 1921-1936 dưới sự ủy thác của Pháp ở Syria, nhà nước dần dần được sáp nhập vào Syria sau cuộc Cách mạng Syria 1925-1927 do Quốc vương Al-Atrash lãnh đạo.
Thành phố hiện là trung tâm của quận Salkhad thuộc tỉnh As Suwayda, đây là quận cực nam của Syria.

## Khí hậu
Salkhad có khí hậu bán khô lạnh (phân loại khí hậu Köppen: BSk). Vào mùa đông có lượng mưa nhiều hơn vào mùa hè. Nhiệt độ trung bình hàng năm ở Salkhad là 14,8 °C (58,6 °F). Khoảng 291 mm (11,46 in) lượng mưa giảm hàng năm. 

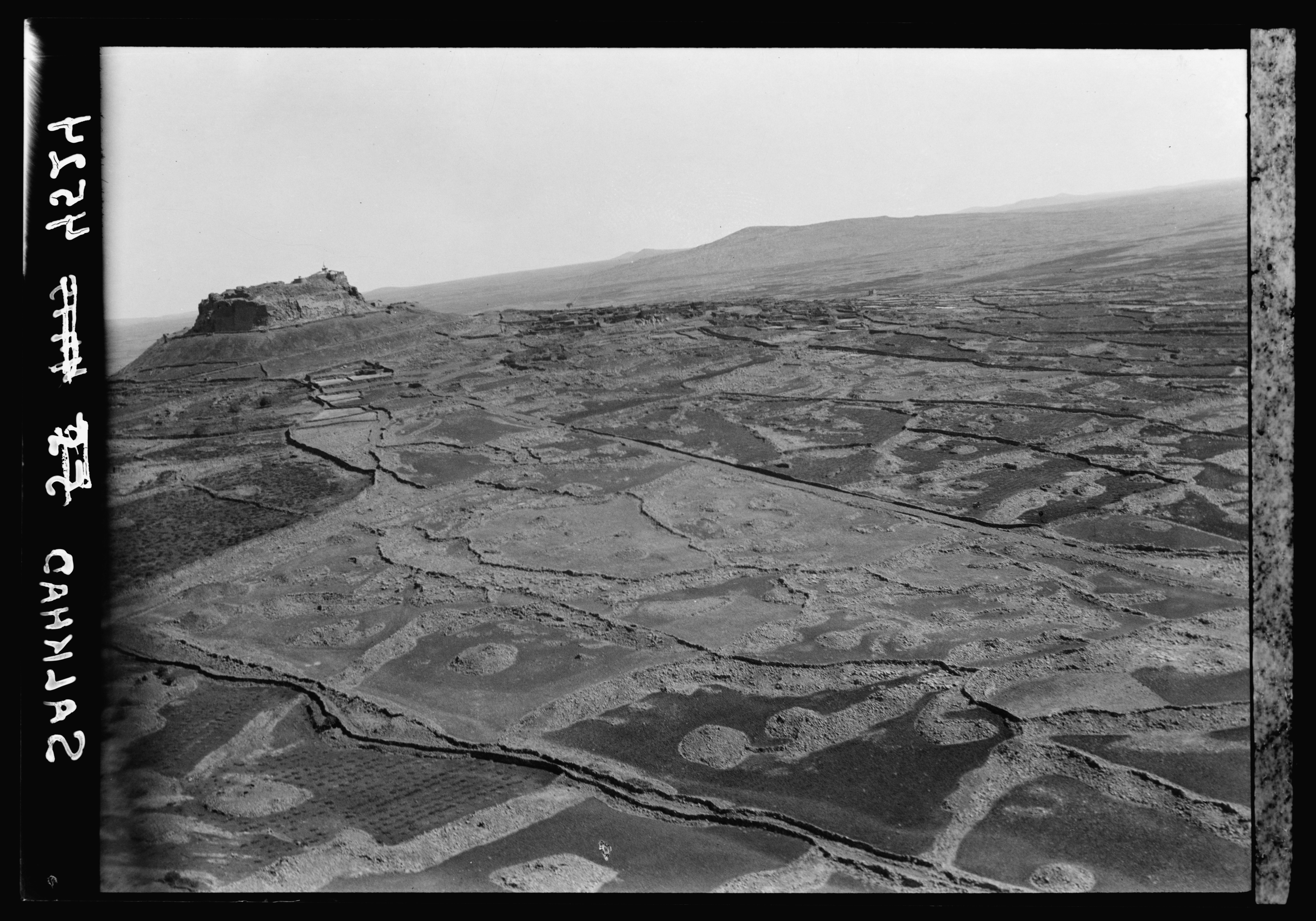
Lâu đài Salkhad, 1932

| Dữ liệu khí hậu của {{{location}}} | Dữ liệu khí hậu của {{{location}}} | Dữ liệu khí hậu của {{{location}}} | Dữ liệu khí hậu của {{{location}}} | Dữ liệu khí hậu của {{{location}}} | Dữ liệu khí hậu của {{{location}}} | Dữ liệu khí hậu của {{{location}}} | Dữ liệu khí hậu của {{{location}}} | Dữ liệu khí hậu của {{{location}}} | Dữ liệu khí hậu của {{{location}}} | Dữ liệu khí hậu của {{{location}}} | Dữ liệu khí hậu của {{{location}}} | Dữ liệu khí hậu của {{{location}}} | Dữ liệu khí hậu của {{{location}}} |
| Tháng                              | 1                                  | 2                                  | 3                                  | 4                                  | 5                                  | 6                                  | 7                                  | 8                                  | 9                                  | 10                                 | 11                                 | 12                                 | Năm                                |
| ---------------------------------- | ---------------------------------- | ---------------------------------- | ---------------------------------- | ---------------------------------- | ---------------------------------- | ---------------------------------- | ---------------------------------- | ---------------------------------- | ---------------------------------- | ---------------------------------- | ---------------------------------- | ---------------------------------- | ---------------------------------- |
| [ cần dẫn nguồn ]                  |                                    |                                    |                                    |                                    |                                    |                                    |                                    |                                    |                                    |                                    |                                    |                                    |                                    |

## Khảo cổ học
Pháo đài Salkhad là đài tưởng niệm quan trọng nhất nằm trên một ngọn đồi trong thành phố, được xây dựng từ năm 1214-1247 bởi triều đại Ayyubid như một phần của tuyến phòng thủ của họ chống lại các cuộc thập tự chinh. Người ta nói rằng pháo đài này được xây dựng trong khu vực của các công sự La Mã cũ. Một tháp bazan hình lục giác vẫn còn nguyên vẹn trong quảng trường chính của thành phố. Nhiều ngôi nhà thời La Mã cổ đại, vẫn còn một phần của người dân địa phương. Các ngôi mộ Nabatean, Roman và Ayyubid cũng ở đó với các họa tiết trang trí.